# Calima
Calima là một khu tự quản thuộc tỉnh Valle del Cauca, Colombia. Thủ phủ của khu tự quản Calima đóng tại Darien Khu tự quản Calima có diện tích 219 ki lô mét vuông. Đến thời điểm ngày 28 tháng 5 năm 2005, khu tự quản Calima có dân số 13818 người.